# Venezuela a 2002. évi téli olimpiai játékokon
Venezuela az egyesült államokbeli Salt Lake Cityben megrendezett 2002. évi téli olimpiai játékok egyik részt vevő nemzete volt. Az országot az olimpián 1 sportágban 4 sportoló képviselte, akik érmet nem szereztek.

## Szánkó
| Versenyző           | Versenyszám | 1. futam      | 1. futam      | 2. futam | 2. futam | 3. futam | 3. futam | 4. futam | 4. futam | Összesítés | Összesítés |
| Versenyző           | Versenyszám | Idő           | Hely.         | Idő      | Hely.    | Idő      | Hely.    | Idő      | Hely.    | Idő        | Helyezés   |
| ------------------- | ----------- | ------------- | ------------- | -------- | -------- | -------- | -------- | -------- | -------- | ---------- | ---------- |
| Julio César Camacho | Férfi egyes | 47,193        | 41.           | 46,676   | 37.      | 47,627   | 43.      | 46,579   | 39.      | 3:08,075   | 39.        |
| Chris Hoeger        | Férfi egyes | 46,167        | 31.           | 46,097   | 33.      | 45,818   | 32.      | 46,231   | 32.      | 3:04,313   | 31.        |
| Werner Hoeger       | Férfi egyes | 47,234        | 43.           | 47,071   | 40.      | 46,934   | 42.      | 47,039   | 41.      | 3:08,278   | 40.        |
| Iginia Boccalandro  | Női egyes   | nem ért célba | nem ért célba | kiesett  | kiesett  | kiesett  | kiesett  | kiesett  | kiesett  | kiesett    | kiesett    |